# ورزن
روستایی است از توابع بخش آسارا شهرستان کرج در استان البرز ایران و از روستاهای جاده چالوس است.

## معنی ورزن
احتمالاً به معنی در کنار زر می‌باشد.
رودخانه این روستا از کوه کاهار سرچشمه می‌گیرد.

## موقعیت جغرافیایی
روستایی است از توابع بخش آسارا شهرستان کرج در استان البرز ایران و از روستاهای جاده چالوس است. کیلومتر ۳۵ مسیر کرج به سمت چالوس در البرز مرکزی.
این روستا بعد از روستای نشترود قرار دارد.
این روستا هم جوار با روستاهای نشترود، کلوان، لیلستان، آیگان، کلها، اویزر و سیرا است.

## جمعیت
این روستا در دهستان آدران قرار داشته و براساس سرشماری سال ۱۳۸۵جمعیت آن ۲۸۷نفر (۸۳خانوار) بوده‌است.

## نگارخانه

## زبان
تاتی زبان اهالی روستای ورزن است.